# 아쿠아리우스 (음료)

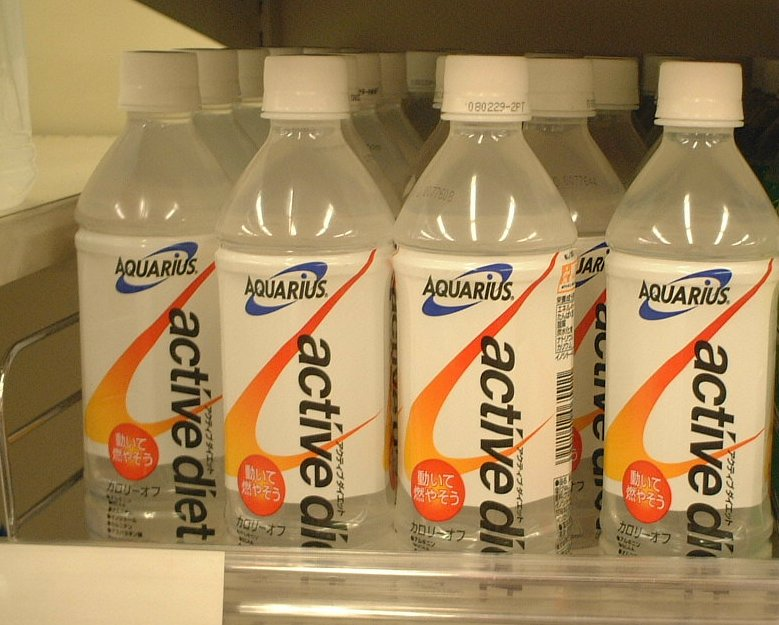
일본에서 판매되는 아쿠아리우스

아쿠아리우스(Aquarius)는 코카콜라 컴퍼니의 스포츠 음료이다. 1983년 일본에서 포카리 스웨트에 대항하여 처음 출시되어, 일본 시장에서 포카리스웨트에 필적하는 대단한 인기를 끌었다. 일본 외에도 현재 타이완, 필리핀, 네덜란드, 벨기에, 스페인, 포르투갈, 브라질, 아르헨티나 등지에서 판매되고 있다. 대한민국에서는 1988년 서울 올림픽을 앞두고 아쿠아리스라는 이름으로 생산·판매되었으나, 포카리 스웨트·게토레이 등의 경쟁 제품에 밀려 몇 년 후 판매를 중단했다. 코카콜라는 대한민국 시장에서 아쿠아리스 대신 1994년 파워에이드를 출시하였다. 그 후 2011년 코카콜라는 대한민국 시장에 아쿠아리우스라는 이름으로 이 제품을 재출시하였다. 2016년에 아쿠아리스 토레타로 출시되었으며 현재 한국에서는 아쿠아리우스 대신 나오고 있다.

## 같이 보기
- 포카리 스웨트
- 게토레이
- 파워에이드